# Ana-Marija Markovina

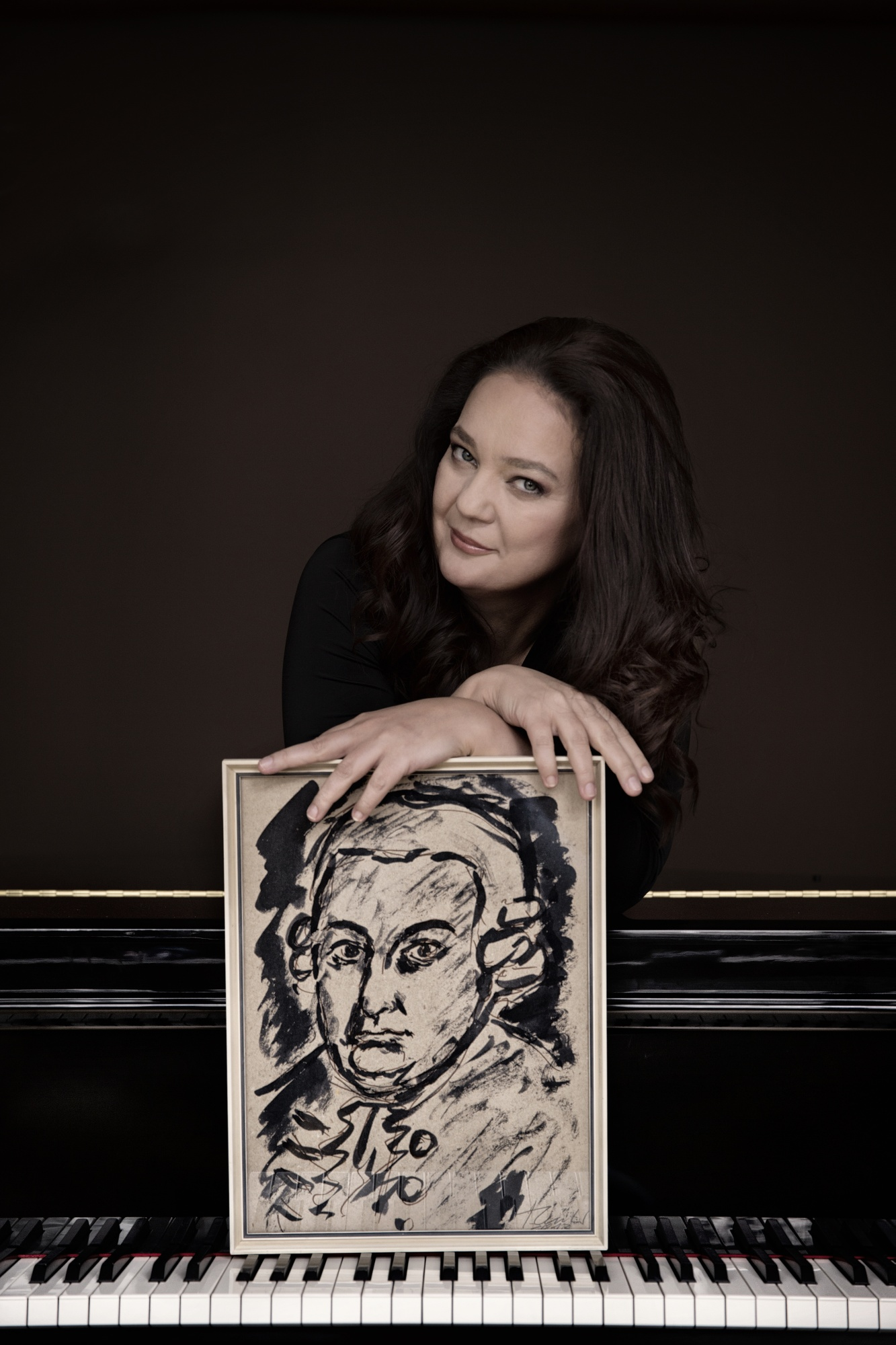
Die Konzertpianistin Ana Marija Markovina mit einem Porträt von Carl Philipp Emanuel Bach, gezeichnet von Helmut Reuter

Ana-Marija Markovina (* 24. April 1970 in Osijek, Kroatien) ist eine klassische Pianistin.

## Leben
Mit fünf Jahren erhielt Ana-Marija Markovina den ersten Musikunterricht. Sie studierte an den Musikhochschulen in Detmold und Weimar. Dabei zählten Vitaly Margulis, Anatol Ugorski und Paul Badura-Skoda zu ihren Lehrern. Ihr Studium schloss sie an der Hochschule für Musik Hanns Eisler Berlin mit dem Konzertexamen ab.
Ana-Marija Markovina gastierte beim Schleswig-Holstein Musikfestival, beim Klavierfestival Ruhr, bei den Festspielen Europäische Wochen Passau, dem Carl Philipp Emanuel Bach Festival in Frankfurt an der Oder, dem Internationalen Piano Stars Festival in Lettland, den Bachwochen Ansbach, dem Bachfest Hamburg, dem Beethovenfest Bonn und dem Hohenloher Musiksommer.
Neben verschiedenen Auftritten mit deutschen Orchestern trat Ana-Marija Markovina im Ausland unter anderen mit dem New Japan Philharmonic Orchestra, dem Oulu Symphony Orchestra in Finnland und dem Liverpool Mozart Orchestra auf.
Sie spielte solistisch u. a. in der Philharmonie Berlin, im Konzerthaus Berlin, der Laeiszhalle Hamburg, der Beethovenhalle Bonn, im Herkulessaal München, St. John’s London und im Konzertverein Wien.
Markovina lebt zusammen mit ihrem Ehemann, dem Psychologie-Professor Helmut Reuter, in Köln und hat eine Tochter.

## Repertoire
Ihr Repertoire umfasst zahlreiche der bekannten klassischen Komponisten. Daneben setzt sich Ana-Marija Markovina für die Neuentdeckung selten gespielter Klaviermusik ein, so von Carl Philipp Emanuel Bach, Luise Adolpha Le Beau, Hugo Wolf, Anton Urspruch oder auch für Werke zeitgenössischer Komponisten ein.
Markovina setzte sich in langjährigen Studien mit dem Werk Carl Philipp Emanuel Bachs auseinander. Hierbei hatte sie die Unterstützung des Packard Humanities Institute in Los Altos (USA), welches an der Gesamtausgabe des Werks Carl Philipp Emanuel Bachs arbeitet. Die Gesamteinspielung des Klavierwerks Carl Philipp Emanuel Bachs wurde 2014 von dem Label Hänssler Classic veröffentlicht. In dieser Ausgabe befinden sich eine Vielzahl bislang nicht veröffentlichter Stücke.

## Ehrungen und Auszeichnungen
- „Choc de Classica“ für die Einspielung des gesamten Klavierwerks Carl Philipp Emanuel Bachs (54 CDs)
- 2014 Preis der Deutschen Schallplattenkritik
- Grammy-Nominierung für die Einspielung des gesamten Klavierwerks Carl Philipp Emanuel Bachs[3]

## Diskografie (Auswahl)
- Carl Philipp Emanuel Bach: Gesamteinspielung des Klavierwerks. (Hänssler Classic, 2014)[4]
- Richard Wagner: Parsifal für Klavier 4-händig. (Ana-Marija Markovina & Cord Garben, Gramola, 2012)
- Anton Urspruch: Gesamtwerk für Klavier, Volume 1. (Genuin, Leipzig 2011)
- Luise Adolpha Le Beau: Gesamtwerk für Klavier. (Genuin, Leipzig 2010)
- Carl Philipp Emanuel Bach: Die Preußischen Sonaten. (Genuin, Leipzig 2008)
- Hugo Wolf: Klavierwerke. (Genuin, Leipzig 2007)
- Robert Schumann: Kreisleriana op. 16, Papillons op. 2, Fantasiestücke op. 111. (Alfredo Lasheras Hakobian / Holger Busse, Genuin, Leipzig 2006)
- Carl Philipp Emanuel Bach: Die Württembergischen Sonaten. (Alfredo Lasheras Hakobian / Holger Busse, Genuin, Leipzig 2005)
- Robert Schumann: Kammermusik. (Robert-Schumann-Quartett und Ana-Marija Markovina, 115 min, Sony, 2004)
- Wolfgang Amadeus Mozart: Klavierkonzerte d-moll & c-moll. (Ana-Marija Markovina & Frederico Longo, Marc Aurel Edition, Köln 2002)
- Anton Urspruch: Complete Piano Works. (Hänssler, Neuhausen 2017)
- Anton Bruckner: Klavierwerke (Ana-Marija Markovina (Klavier), Rudolf Meister (Klavier), 3 Kleine Stücke zu vier Händen WAB 124, Hänssler Classic, 15. Juni 2018)
- Nordic Music: Grieg – Berwald – Nielsen (Ana-Marija Markovina, Schleswig-Holsteinisches Sinfonieorchester, Peter Sommerer, Hänssler Classic, 17. Mai 2019)